# Miguel Amaya
Miguel Alberto Amaya (né le 23 novembre 1964 à Tucumán en Argentine) est un footballeur argentin qui évoluait au poste d'attaquant.

## Biographie
Il se classe meilleur buteur de la deuxième division argentine en 1993, inscrivant 21 buts avec l'équipe du Gimnasia y Tiro de Salta.
En Argentine, il inscrit un total de cinq buts en première division et 83 en deuxième division.

## Palmarès
| Jorge Wilstermann - Coupe de Bolivie : - Finaliste : 1989. |  | Gimnasia y Tiro de Salta - Championnat d'Argentine D2 : - Meilleur buteur : 1992-93 (21 buts). |